# نيكودار
كان نيكودار (نيغودار، نيقودار) جنرالًا مغوليًا في عهد بركة خان، ونويان بالقبيلة الذهبية. مع العديد من جنرالات القبيلة الذهبية الآخرين، اعتنق الإسلام في أواخر القرن الثالث عشر. أتخذ بعد ذلك اسم مسلم وهو أحمد خان.
قبل النزاعات بين بركة خان وهولاكو، عزز نيغودار السلام في شرق خراسان والمناطق المحيطة بها في آسيا الوسطى. هاجم نيكودار مع جنرالات آخرين من الإمبراطورية المغولية الأجزاء الشمالية الغربية من سلطنة دلهي في ثلاثينيات القرن الثاني عشر. لكن عندما اندلعت الحرب بين بركة خان وهولاكو عام 1260، تولى نيكودار قيادة جزء كبير من قوات بركة خان  في المقام الأول في غزنة وشرق أفغانستان.
استقر نيكودار وقواته في نهاية المطاف في أجزاء مختلفة من أفغانستان الحديثة  بما في ذلك كابل وهرات. اعتمد المغول والأتراك في أفغانستان اسمه في وقت لاحق عندما اندمجوا في خانية جغتاي في عهد أولغو . اليوم نيكوداري (وهو شكل قديم من اللغة المنغولية المنقرضة في منغوليا) في أفغانستان وسميت باسم نيكودار.